# Conferencias Gifford
Las Conferencias Gifford ( /ˈgɪfərd/) son una serie anual de conferencias que fueron establecidas en 1887 por el testamento de Adam Gifford, Lord Gifford. Su propósito es "promover y difundir el estudio de la teología natural en el sentido más amplio del término, es decir, el "conocimiento de Dios". Una cita para dar conferencias Gifford es uno de los honores más prestigiosos en la academia escocesa. Las conferencias se imparten en varias universidades Escocesas: Universidad de St Andrews, Universidad de Glasgow, Universidad de Aberdeen y Universidad de Edimburgo.
Los calendarios universitarios registran que en las cuatro universidades escocesas, las Gifford Lectures serán "públicas y populares, abiertas no solo a los estudiantes de la universidad, sino a toda la comunidad) y sin matrícula. Además de una audiencia general, el profesor podrá formar una clase especial de alumnos para el estudio de la materia, que se realizará en la forma habitual, y se probará mediante examen y tesis, escritos y orales”. En 1889, los asistentes a las Conferencias Gifford en la Universidad de St Andrews fueron descritos como "mixtos" e incluían tanto mujeres como hombres miembros del Pregrado.
Las conferencias normalmente se presentan como una serie durante un año académico y se dan con la intención de que el contenido editado se publique en forma de libro. Varias de estas obras se han convertido en clásicos en los campos de la teología o la filosofía y la Relación entre ciencia y religión.
La primera mujer nombrada fue Hannah Arendt, quien presentó en Aberdeen entre 1972 y 1974.
Una serie de conferencias comparables son las John Locke Lectures, que se imparten anualmente en la Universidad de Oxford.

## Lista de conferencias

### Aberdeen
- 1888-91 E.B. Tylor The Natural History of Religion
- 1896–98 James Ward Naturalism and Agnosticism
- 1898–00 Josiah Royce The World and the Individual
- 1904–06 James Adam The Religious Teachers of Greece
- 1907–08 Hans Driesch The Science and Philosophy of the Organism
- 1911–13 Andrew Seth Pringle-Pattison The Idea of God in the light of Recent Philosophy
- 1914–15 William Ritchie Sorley Moral Values and the Idea of God
- 1930–32 Etienne Gilson The Spirit of Medieval Philosophy
- 1936–38 Karl Barth The Knowledge of God and the Service of God according to the Teaching of the Reformation
- 1939–40 Arthur Darby Nock Hellenistic Religion - The Two Phases
- 1949–50 Gabriel Marcel The Mystery of Being ISBN 1-890318-85-X,  Faith and Reality ISBN 1-890318-86-8
- 1951–52 Michael Polanyi Personal Knowledge: Towards a Post-Critical Philosophy, ISBN 0-226-67288-3
- 1953–54 Paul Tillich Systematic Theology (3 vols.): ISBN 0-226-80337-6, ISBN 0-226-80338-4, ISBN 0-226-80339-2
- 1963, 1965 Alister Hardy The Living Stream, The Divine Flame
- 1965–1967 Raymond Aron La Conscience historique dans la pensée et dans l'action
- 1973 Hannah Arendt Life of the Mind
- 1982–84 Richard Swinburne The Evolution of the Soul, ISBN 0-19-823698-0
- 1984–85 Freeman Dyson Infinite In All Directions, ISBN 0-06-072889-2
- 1989–91 Ian Barbour Religion in an Age of Science, ISBN 0-06-060383-6
- 1992–93 Jaroslav Pelikan Christianity and Classical Culture: The Metamorphosis of Natural Theology in the Christian Encounter With Hellenism, ISBN 0-300-06255-9
- 1994–95 John W. Rogerson Faith and Criticism in the Work of William Robertson Smith, 1846-1894
- 1994–95 M. A. Stewart New Light and Enlightenment
- 1994–95 Peter Jones Science and Religion before and after Hume
- 1994–95 James H. Burns The Order of Nature
- 1994–95 Alexander Broadie The Shadow of Scotus
- 1997–98 Russell Stannard The God Experiment
- 2000–01 John S. Habgood The Concept of Nature
- 2003–04 John Haldane Mind, Soul and Deity
- 2003 Eleonore Stump Wandering in the Darkness
- 2007 Stephen Pattison Seeing Things: Deepening Relations with Visual Artefacts, ISBN 978-0-334-04149-8
- 2009 Alister McGrath A Fine-Tuned Universe: The Quest for God in Science and Theology, ISBN 978-0-664-23310-5
- 2012 Sarah Coakley Sacrifice Regained: Evolution, Cooperation and God
- 2014 David N. Livingstone Dealing with Darwin:  Place, Politics and Rhetoric in Religious Engagements with Evolution, ISBN 978-1-421-41326-6
- 2016 Mona Siddiqui Struggle, Suffering and Hope: Explorations in Islamic and Christian Traditions, ISBN 978-1-316-51854-0
- 2017 David Novak Athens and Jerusalem: God, Humans, and Nature, ISBN 978-1-487-50617-9
- 2018 N. T. Wright Discerning the Dawn: History, Eschatology and New Creation, published as History and Eschatology: Jesus and the Promise of Natural Theology, 2019, ISBN 978-1-4813-0962-2

### Edimburgo
- 1891 George Gabriel Stokes Natural Theology
- 1896–98 Cornelis Tiele On the Elements of the Science of Religion, ISBN 0-404-60480-3
- 1900–02 William James The Varieties of Religious Experience, ISBN 0-679-64011-8 (several editions in print)
- 1909–10 William Warde Fowler The Religious Experience of the Roman People, ISBN 0-8154-0372-0
- 1911–12 Bernard Bosanquet The Principle of Individuality and Value, ISBN 0-527-10036-6
- 1913–14 Henri Bergson The Problem of Personality
- 1915–16 William Mitchell Ramsay Asianic Elements in Greek Civilization, ISBN 0-89005-173-9
- 1919–21 George Stout Mind and Matter pub. 1931
- 1921–23 Andrew Seth Pringle-Pattison Studies in the Philosophy of Religion, ISBN 0-404-60474-9
- 1923–25 James George Frazer The Worship of Nature ISBN 1-56459-532-3
- 1926–27 Arthur Eddington The Nature of the Physical World, ISBN 0-472-06015-5
- 1927–28 Alfred North Whitehead Process and Reality: An Essay in Cosmology, ISBN 0-02-934570-7
- 1928–29 John Dewey The Quest for Certainty: A Study of the Relation of Knowledge and Action, ISBN 1-4179-0845-9
- 1934–35 Albert Schweitzer The Problem of Natural Theology and Natural Ethics (unpublished)
- 1937–38 Charles Sherrington Man on His Nature, ISBN 0-521-06436-8
- 1938–40 Reinhold Niebuhr The Nature and Destiny of Man: A Christian Interpretation , (2 vol set): ISBN 0-664-25709-7
- 1947–49 Christopher Dawson part 1:Religion and Culture ISBN 0-404-60498-6 part 2: Religion and the Rise of Western Culture (1950) ISBN 0-385-42110-9
- 1949–50 Niels Bohr Causality and Complementarity: Epistemological Lessons of Studies in Atomic Physics, ISBN 1-881987-14-0
- 1950–52 Charles Earle Raven Natural Religion and Christian Theology
- 1952–53 Arnold J. Toynbee An Historian's Approach to Religion, ISBN 0-19-215260-2
- 1954–55 Rudolf Bultmann History and Eschatology: The Presence of Eternity, ISBN 0-8371-8123-2
- 1961–62 John Baillie The Sense of the Presence of God
- 1970-71 Eric Lionel Mascall  "The Openness of Being", ISBN 0-232-51159-4
- 1973–74 Owen Chadwick The Secularisation of the European Mind in the 19th Century, ISBN 0-521-39829-0
- 1974–76 Stanley Jaki The Road of Science and the Ways to God, ISBN 0-226-39145-0
- 1978–79 Sir John Eccles The Human Mystery, The Human Psyche, ISBN 0-387-09954-9
- 1979–80 Ninian Smart  "The Varieties of Religious Identity", published as Beyond Ideology: Religion and the Future of Western Civilisation, ISBN 0-06-067402-4
- 1980–81 Seyyed Hossein Nasr Knowledge and the Sacred, ISBN 0-7914-0177-4
- 1981–82 Iris Murdoch Metaphysics as a Guide to Morals, ISBN 0-14-017232-7
- 1983–84 David Daiches God and the Poets, ISBN 0-19-812825-8
- 1984–85 Jurgen Moltmann God in Creation: A New Theology of Creation and the Spirit of God, ISBN 0-8006-2823-3
- 1985–86 Paul Ricoeur "Oneself as another", ISBN 0-226-71329-6
- 1986–87 John Hick An Interpretation of Religion, (2nd ed.): ISBN 0-300-10668-8
- 1987–88 Alasdair MacIntyre Three Rival Versions of Moral Enquiry: ISBN 0-7156-2337-0
- 1988–89 Raimon Panikkar Trinity and Theism: ISBN 978-1-57075-855-3
- 1989–90 Mary Douglas Claims on God: published (much revised) as In the Wilderness: ISBN 1-85075-444-6
- 1991–92 Annemarie Schimmel Deciphering the Signs of God: A Phenomenological Approach to Islam: ISBN 978-0791419823
- 1992-3 Martha C. Nussbaum, "Upheavals of Thought: A Theory of the Emotions," published 2001 Cambridge University Press.
- 1993–94 John Polkinghorne Science and Christian Belief: Theological Reflections of a Bottom-up Thinker, ISBN 0-281-04714-6
- 1995–96 G. A. Cohen If you're an Egalitarian, how come you're so Rich?, published by Harvard University Press under the same title: ISBN 0-674-00693-3
- 1996–97 Richard Sorabji Emotions and How to Cope with Them, published as Emotion and Peace of Mind: From Stoic Agitation to Christian Temptation, ISBN 0-19-825005-3
- 1997–98 Holmes Rolston III Genes, Genesis and God, ISBN 0-521-64674-X
- 1998–99 Charles Taylor, Living in a Secular Age, published as A Secular Age: ISBN 0-674-02676-4
- 1999–2000 David Tracy This side of God
- 2000–01 Onora O'Neill Autonomy and Trust in Bioethics
- 2001–02 Mohammed Arkoun Inaugurating a Critique of Islamic Reason
- 2002–03 Michael Ignatieff The Lesser Evil: Political Ethics in an Age of Terror, ISBN 0-691-11751-9
- 2003–04 J. Wentzel van Huyssteen Alone in the World? Human Uniqueness in Science and Theology, ISBN 0-8028-3246-6
- 2004–05 Dame Margaret Anstee, Stephen Toulmin, and Noam Chomsky, delivering a series of lectures dedicated to Edward Said who was scheduled to give the 2004–05 series before his death in 2003.
- 2005–06 Jean Bethke Elshtain Sovereign God, Sovereign State, Sovereign Self
- 2006–07 Simon Conway Morris Darwin 's Compass: How Evolution Discovers the Song of Creation and Jonathan Riley-Smith The Crusades and Christianity
- 2007–08 Alexander Nehamas "Because it was he, because it was I": Friendship and Its Place in Life
- 2008 Robert M. Veatch, Hipprocratic, Religious and Secular Medical Ethics: The Point of Conflict
- 2008–09 Diana Eck The Age of Pluralism [April–May 2009]
- 2009–10 Michael Gazzaniga Mental Life [October 2009]
- 2009–10 Terry Eagleton The God Debate [March 2010]
- 2010–11 Professor Peter Harrison Science, Religion and the Modern World, published as The Territories of Science and Religion ISBN 978-0226184487
- 2010–11 Rt Hon Gordon Brown The Future of Jobs and Justice
- 2011–12 Lord Sutherland of Houndwood David Hume and Civil Society
- 2011–12 Professor Diarmaid MacCulloch Silence in Christian History: the witness of Holmes' Dog. In 2012 the Gifford Lectures also supported a one-off joint lecture between the Royal Society of Edinburgh and the University of Edinburgh School of Informatics, Jim Al-Khalili Alan Turing: Legacy of a Code Breaker
- 2012–13 Bruno Latour "Once Out of Nature" - Natural Religion as a Pleonasm
- 2012–13 Steven Pinker, The Better Angels of Our Nature: A History of Violence and Humanity[5]
- 2013–14 Baroness Onora O'Neill From Toleration to Freedom of Expression
- 2013–14 Lord Rowan Williams of Oystermouth Making representations: religious faith and the habits of language
- 2013–14 Justice Catherine O'Regan "What is Caesar's?" Adjudicating faith in modern constitutional democracies
- 2014–15 Professor Jeremy Waldron One Another's Equals: The Basis of Human Equality
- 2014–15 Professor Helga Nowotny Beyond Innovation. Temporalities. Re-use. Emergence.
- 2015–16 Kathryn Tanner Christianity and the New Spirit of Capitalism
- 2016–17 Professor Richard English Nationalism, Terrorism and Religion
- 2016–17 Professor Jeffrey Stout Religion Unbound: Ideals and Powers from Cicero to King
- 2017–18 Professor Dr Agustín Fuentes Why We Believe: evolution, making meaning, and the development of human natures
- 2017–18 Professor Elaine Howard Ecklund Science and Religion in Global Public Life
- 2018–19 Professor Mary Beard The Ancient World and Us: From Fear and Loathing to Enlightenment and Ethics
- 2019–20 Professor Michael Welker In God's Image: Anthropology

### Glasgow
- 1888–92 Friedrich Max Müller 1888: Natural Religion vol. 1 & 2; 1890: Physical Religion; 1891: Anthropological Religion: 1892: Theosophy or Psychological Religion
- 1892–96 John Caird The Fundamental Ideas of Christianity Vol.1&2
- 1896–98 Alexander Balmain Bruce The Moral Order of the World, The Providential Order of the World
- 1910-12 John Watson The Interpretation of Religious Experience
- 1914 Arthur Balfour Theism and Humanism ISBN 1-58742-005-8
- 1916–18 Samuel Alexander Space, Time, and Deity, volume one: ISBN 0-7661-8701-2, volume two: ISBN 0-7661-8702-0
- 1922 Arthur Balfour Theism and Thought
- 1927–28 J. S. Haldane The Sciences and Philosophy, ISBN 0-404-60479-X
- 1932–34 William Temple Nature, Man and God
- 1952–54 John Macmurray The Form of the Personal vol 1: The Self as Agent ISBN 1-57392-337-0 vol 2: Persons in Relation ISBN 1-57392-625-6
- 1959 Carl Friedrich von Weizsäcker The Relevance of Science
- 1965 Herbert Butterfield Historical Writing and Christian Beliefs and Human Beliefs and the Development of Historical Writing[6]
- 1970 Richard William Southern The Rise and Fall of the Medieval System of Religious Thought
- 1974-76 Basil Mitchell Morality, Religious and Secular
- 1981 Stephen R. L. Clark From Athens to Jerusalem
- 1985 Carl Sagan The Search for Who We Are, published in 2006 as The Varieties of Scientific Experience: A Personal View of the Search for God, ISBN 1-59420-107-2
- 1986 Donald M. MacKay Behind the Eye[7]
- 1988 Don Cupitt Nature and Culture
- 1988 Richard Dawkins Worlds in Microcosm
- 1992 Mary Warnock Imagination and Understanding, published as Imagination and Time, ISBN 0-631-19019-8
- 1993–94 Keith Ward Religion and Revelation ISBN 978-0-19-826375-3
- 1995–96 Geoffrey Cantor and John Hedley Brooke Reconstructing Nature
- 1997–98 R. J. Berry Gods, Genes, Greens and Everything
- 1999–00 Ralph McInerny Characters in Search of Their Author
- 2001  Brian Hebblethwaite, George Lakoff, Lynne Baker, Michael Ruse & Philip Johnson-Laird The Nature and Limits of Human Understanding
- 2003–04 Simon Blackburn Reason's Empire
- 2005 Lenn Goodman, Abdulaziz Sachedina, John E. Hare, Thou Shall Love Thy Neighbor as Thyself
- 2007–08 David Fergusson Religion and Its Recent Critics published as Faith and Its Critics: A Conversation, ISBN 978-0-19-956938-0
- 2008–09 Charles Taylor The Necessity of Secularist Regimes [May 2009]
- 2009–10 Gianni Vattimo The End of Reality
- 2012 Vilayanur Ramachandran Body and Mind: Insights from Neuroscience
- 2014 Jean-Luc Marion Givenness and Revelation
- 2015 Perry Schmidt-leukel Interreligious Theology: The Future Shape of Theology
- 2016 Sean M. Carroll The Big Picture: On the Origins of Life, Meaning, and the Universe Itself
- 2018 Judith Butler My Life, Your Life: Equality and the Philosophy of Non-Violence
- 2019 Mark Pagel Wired for Culture: The Origins of the Human Social Mind, or Why Humans Occupied the World

### San Andrés
- 1889-90 Andrew Lang The Making of Religion[8]
- 1894–96 Lewis Campbell Religion in Greek Literature
- 1902–04 Richard Haldane The Pathway to Reality, ISBN 0-404-60459-5
- 1917–18 William R. Inge The Philosophy of Plotinus, ISBN 1-59244-284-6
- 1919–20 Lewis Richard Farnell Greek Hero Cults and Ideas of Immortality
- 1921–22 C. Lloyd Morgan Emergent Evolution (1923) ISBN 0-404-60468-4, and Life, Mind, and Spirit (1925)
- 1926-28 Alfred Edward Taylor "The faith of a moralist, The Theological Implications of Morality; Natural Theology and the Positive Religions" (1930)
- 1929-30 Charles Gore The Philosophy of the Good Life (1930)
- 1936–37 Werner Jaeger The Theology of the Early Greek Philosophers (1936)
- 1953-55 C. A. Campbell On Selfhood and Godhood
- 1955–56 Werner Heisenberg Physics and Philosophy: The Revolution in Modern Science, ISBN 1-57392-694-9
- 1959–60 Georg Henrik von Wright Norm and Action (1963)[9] and The Varieties of Goodness (1963)[10]
- 1962–64 Henry Chadwick Authority in the Early Church
- 1964–66 John Findlay The Discipline of the Cave (1966), and The Transcendence of the Cave (1967) ISBN 978-0-04-111002-9
- 1967–69 Robert Charles Zaehner Concordant Discord. The Interdependence of Faiths. Oxford: Clarendon Press 1970.
- 1972–73 Alfred Ayer The Central Questions of Philosophy, ISBN 0-03-013116-2
- 1975–77 Reijer Hooykaas Fact, Faith and Fiction in the Development of Science
- 1977–78 David Stafford-Clark Myth, Magic and Denial
- 1979-80 Frederick Copleston  ‘Religion and the One: Philosophies East and West’
- 1980–81 Gregory Vlastos Socrates: Ironist and Moral Philosopher
- 1982–83 Donald Geoffrey Charlton New Images of the Natural, 1750-1800
- 1983–84 John Macquarrie In Search of Deity
- 1984–85 Adolf Grunbaum Psychoanalytic Theory and Science
- 1986–87 Antony Flew The Logic of Mortality
- 1988–89 Walter Burkert Tracks of Biology and the Creation of Sense
- 1990–91 Hilary Putnam Renewing Philosophy
- 1992–93 Roger Penrose The Question of Physical Reality
- 1992–93 Arthur Peacocke Nature, God and Humanity
- 1995 Nicholas Wolterstorff Thomas Reid and the Story of Epistemology
- 1996–97 Michael Dummett Thought and Reality
- 1999 Robert Merrihew Adams God and Being
- 1999 Marilyn McCord Adams The Coherence of Christology
- 2001–02 Stanley Hauerwas With the Grain of the Universe: The Church's Witness and Natural Theology, ISBN 1-58743-016-9
- 2002–03 Peter van Inwagen The Problem of Evil, ISBN 978-0-19-954397-7
- 2004–05 Alvin Plantinga Science and Religion: Conflict or Concord
- 2007 Martin Rees 21st Century Science: Cosmic Perspective and Terrestrial Challenges
- 2010 Roger Scruton The Face of God
- 2012 Denis Alexander Genes, Determinism and God
- 2015 Linda Zagzebski Exemplarist Virtue Theory published as Exemplarist Moral Theory ISBN 978-0-19-065584-6
- 2017 Michael Rea Though the Darkness Hide Thee: Seeking the Face of the Invisible God
- 2019 Mark Johnston Ontotheology as Antidote for Idolatry
- 2021 Oliver O'Donovan[11]

## Apoyo de Templeton Religion Trust
Establecidos a instancias de John Templeton, las Conferencias Gifford sitio web fueron diseñadas para aumentar el impacto estratégico del programa Gifford. Desarrollado y administrado por Templeton Press hasta mayo de 2021, el sitio web ahora se administra a través de una subvención de Templeton Religion Trust.